# Comté de Maries
Pour les articles homonymes, voir Maries.
Le comté de Maries est un comté de l'État américain du Missouri. Sa population était en 2010 de 9 176 habitants. Le siège du comté est Vienna. Le comté fut créé le 2 mars 1855. Son nom vient de rivières locales, Maries River (en) (un affluent de l'Osage) et Little Maries dont les noms sont une déformation du français marais.

## Comtés voisins
- Comté de Miller (à l'ouest)
- Comté d'Osage (au nord)
- Comté de Gasconade (à l'est)
- Comté de Phelps (au sud et au sud-est)
- Comté de Pulaski (au sud et au sud-ouest)

## Transports
- U.S. Route 63
- Missouri Route 28
- Missouri Route 42
- Missouri Route 68
- Missouri Route 133

## Localités
- Argyle
- Belle
- Brinktown
- Hayden
- Vienna
- Vichy